# JA大廈
JA大廈（日语：／ Jeiei Biru */?）是位於東京都千代田區大手町的摩天大樓，目前由全國農業協同組合中央會、全國農業協同組合聯合會、農林中央金庫、NTT都市開發、產經大廈、東京建物及三菱地所共同所有。

## 外部連結
- 大手町カンファレンスセンター （页面存档备份，存于） （日語）
- 大手町一丁目地区第一種市街地再開発事業 （页面存档备份，存于）（NTT都市開發） （日語）
- オフィス情報 （页面存档备份，存于）（三菱地所） （日語）
- オフィスビル物件詳細 （页面存档备份，存于）（東京建物） （日語）
- オフィス物件 （页面存档备份，存于）（產經大廈） （日語）